# Сент-Мери-Кайон
Сент-Мери-Кайон (англ. Saint Mary Cayon Parish) — один из 14 округов (единица административно-территориального деления) государства Сент-Китс и Невис. Расположен на острове Сент-Китс. Административный центр и крупнейший город— Кайон. Площадь 15,1 км², население 3 374 человек (2001).